# بي سي 66
بي سي 66 (PC66) هي معايير ذاكرة الوصول العشوائي في الحاسوب الداخلية القابلة للفصل والإزالة من JEDEC. وهي عمليات إس دي رام بمعدل 66.66 ميجاهيرتز، على ناقل 64 بت، وبجهد كهربائي مقدارة 3.3 فولت. تتوفر البي سي 66 بشكل 168 سن DIMM و 144 سن SO-DIMM. معدل نقل البياناتالافتراضي هو 533 ميجابايت/ثانية.
استُخدم هذا المعيار من قبل الحاسبات المكتبية لإنتل بنتيوم و AMD K6-based. وحاسبات البيجي جي3 (Beige Power Mac G3)، وأي بوك (iBooks)، وباوربوك جي3 (PowerBook G3) من ماكنتوش. كما استخدمت في أنظمة إنتل سيليرون (Celeron) القديمة مع ناقل أمامي 66 ميجاهيرتز. وكانت مدعومة من قبل البي سي 100 والبي سي 133.

## أنظر أيضاَ
- بي سي 100
- بي سي 133
- بي سي 1600
- بي سي 2100
- بي سي 2700
- بي سي 3200
- DRAM
- SDRAM
- DDR SDRAM
- DIMM
- SO-DIMM